# Ogrzewacz dłoni

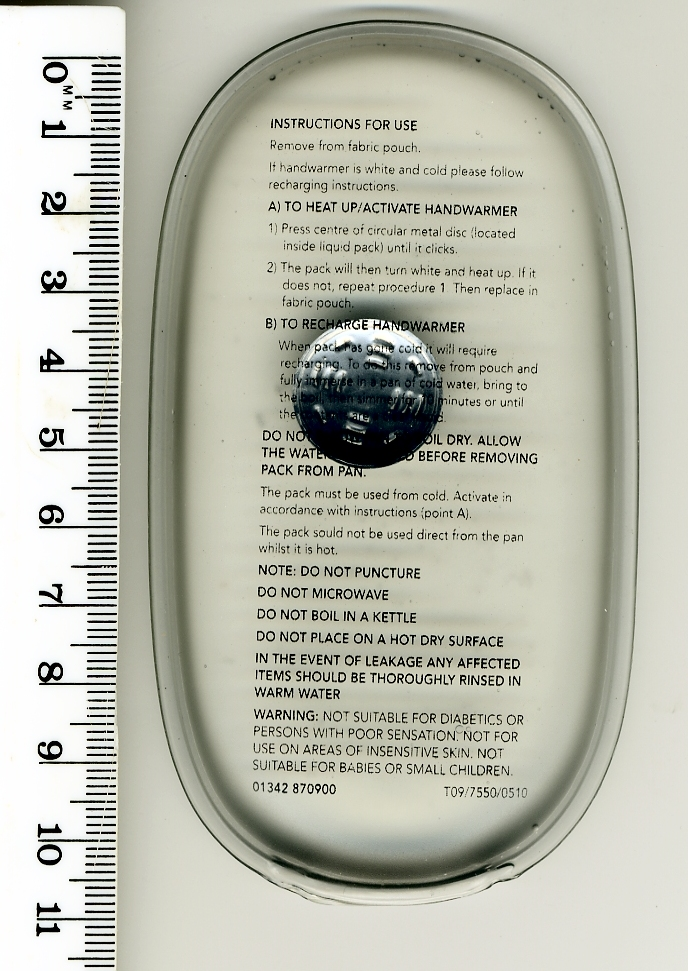
Ogrzewacz dłoni gotowy do użycia. Widoczna blaszka do inicjacji krystalizacji oraz instrukcja stosowania wydrukowana na ściance ogrzewacza

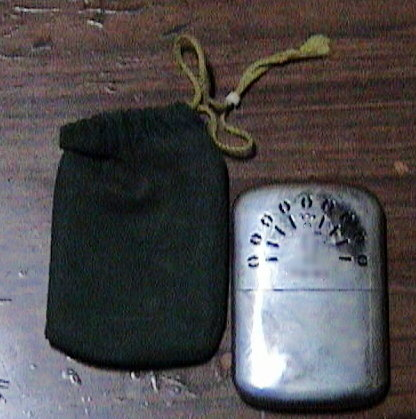
Katalityczny ogrzewacz dłoni

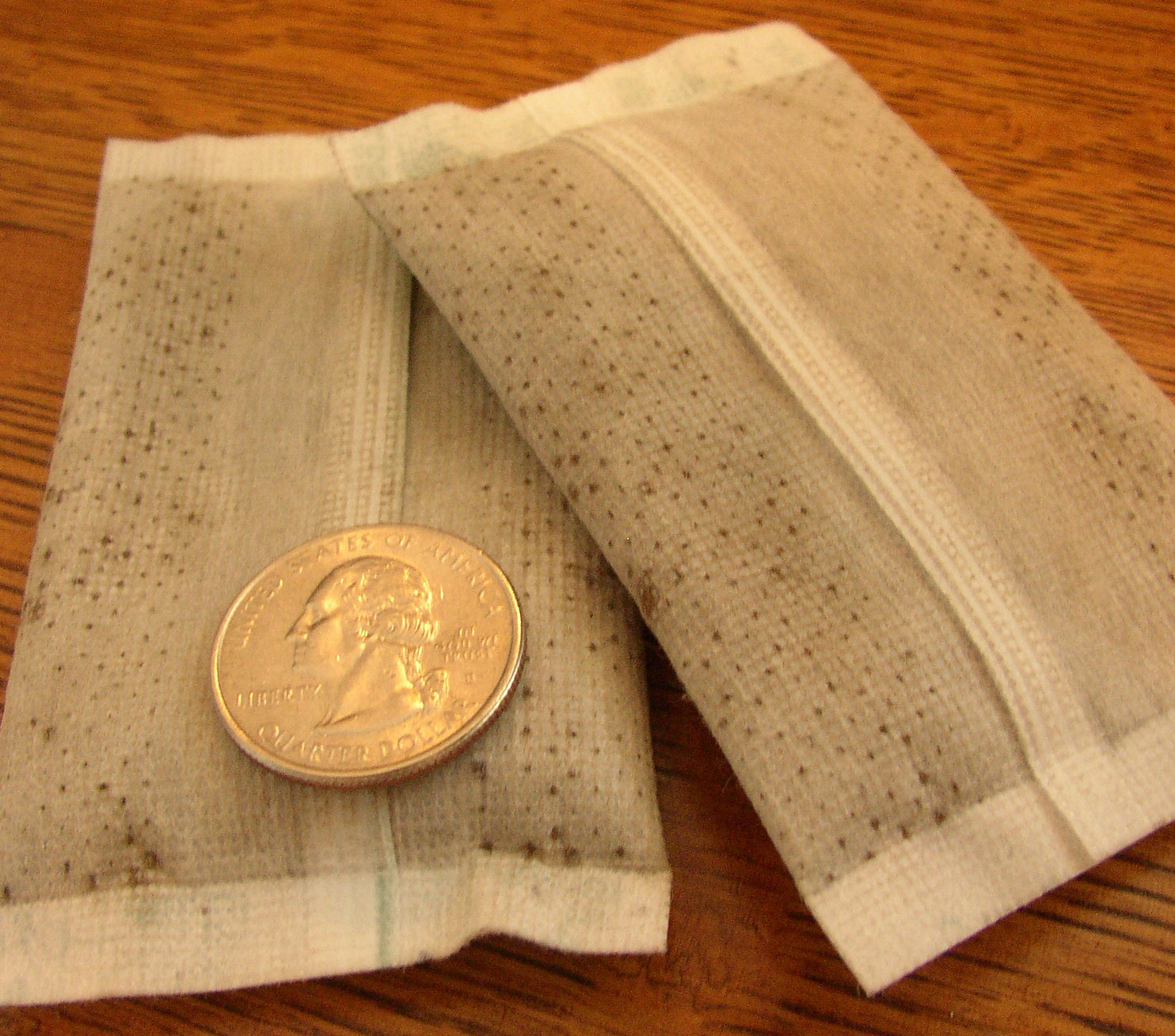
Ogrzewacze żelazowe z amerykańską 25-centówką dla porównania wielkości

Ogrzewacz dłoni – przenośne urządzenie wytwarzające ciepło przez pewien czas.

## Typy ogrzewaczy

### Roztwór przesycony
Ogrzewacze dłoni, wykorzystujące ciepło krystalizacji roztworów przesyconych, dostępne są w formie hermetycznie zamkniętych pojemników (torebek) z tworzywa sztucznego, wypełnionych cieczą (postać gotowa do użycia) lub zestaloną masą krystaliczną (po użyciu). W pojemniku znajduje się też odpowiednio ukształtowana blaszka metalowa, służąca jako „włącznik”. Wykorzystany ogrzewacz tego typu można zregenerować, ogrzewając go we wrzątku.
W pojemniku znajduje się sól o dużej skłonności do tworzenia roztworów przesyconych, zazwyczaj uwodniony octan lub tiosiarczan sodu. Sól w wyniku ogrzania pojemnika w temperaturze kilkudziesięciu stopni ulega rozpuszczeniu we własnej wodzie krystalizacyjnej i tworzy jednorodny roztwór. Po schłodzeniu ciecz staje się roztworem przesyconym, lecz ze względu na brak zarodków nie następuje krystalizacja. Aby uruchomić ogrzewacz, należy wygiąć znajdującą się wewnątrz blaszkę, co powoduje zaburzenie stanu metastabilnego i inicjuje przemianę fazową.

### Katalityczne
Ogrzewacze katalityczne działają przez utlenienie alkoholu etylowego lub benzyny. Katalizatorem jest platyna. Paliwo wlewa się do pojemnika i zamyka częściowo porowatym korkiem, w którym znajduje się katalizator. Korek z katalizatorem ogrzewa się przez kilka sekund nad płomieniem zapalniczki i zamyka kołpakiem zabezpieczającym. Ogrzewacze takie działają do 24 h.

### Jednorazowe ogrzewacze żelazowe
Wykonane są jako porowate torebki, zawierające rozdrobnione żelazo z celulozą (stanowiącą nośnik) i wodę (katalizator). Jako katalizatory używane są także węgiel aktywny i sól kuchenna. Wermikulit jest stosowany jako substancja uwalniająca wodę w trakcie reakcji. Aktywują się po kontakcie z powietrzem, dlatego są przechowywane w szczelnych foliowych workach. Są stosowane również jako sprzęt medyczny. Działają do 12 godzin. Jednym z zastosowań jest ogrzewanie wody w camelbakach.